# Religión y ecologismo
La religión y el ambientalismo son un subcampo interdisciplinario emergente en las disciplinas académicas de los estudios religiosos, la ética religiosa, la sociología de la religión y la teología, entre otros, con el ambientalismo y los principios ecológicos como enfoque principal.

## Visión general

### Crisis de valores
Este subcampo se basa en el entendimiento de que, según el filósofo iraní-estadounidense Seyyed Hossein Nasr, "la crisis ambiental es fundamentalmente una crisis de valores", y que las religiones, al ser una fuente primaria de valores, están implicadas en las decisiones que los seres humanos toman con respecto al medio ambiente. En el 2020, un estudio argumenta que la religión, como la principal fuente de valores para las personas religiosas, puede ayudar a reducir la brecha política entre liberales y conservadores sobre la protección del medio ambiente.

### Carga de culpa
La historiadora Lynn White, Jr., argumentó en una conferencia de 1966 ante la Academia Estadounidense de Artes y Ciencias, publicada posteriormente en la revista Science, que el cristianismo occidental, habiendo desacralizado e instrumentalizado la naturaleza para fines humanos, soporta una sustancial "carga de culpa "por la crisis ambiental contemporánea. El ensayo de White estimuló una serie de respuestas, desde las defensas del cristianismo hasta las admisiones calificadas para estar completamente de acuerdo con su análisis.

### Religiones orientales y pueblos indígenas
Algunos propusieron que las religiones orientales, así como las de los pueblos indígenas, los neopaganos y otros, ofrecían visiones del mundo más ecológicas que el cristianismo. Un tercer campo, más oscuro, argumentó que si bien la teoría de White era correcta, esto era en realidad un beneficio para la sociedad, y que la reducción de las poblaciones de especies de plantas y animales más débiles a través de la destrucción ambiental conduciría a la evolución de criaturas más fuertes y productivas. Ver Kaitiaki en la religión maorí.

### Religión y ecología
En la década de 1990, estudiosos de la religión comenzaron a generar un cuerpo sustancial de literatura que discutía cómo se valora la naturaleza en los diversos sistemas religiosos del mundo. Un evento histórico fue una serie de diez conferencias sobre religión y ecología organizadas por los profesores de la Universidad de Yale, Mary Evelyn Tucker y John Grim, y celebradas en el Centro de Estudios de las Religiones del Mundo de la Universidad de Harvard Más de 800 académicos internacionales, líderes religiosos y ambientalistas participaron en la serie de conferencias, que concluyeron en las Naciones Unidas y en el Museo Americano de Historia Natural con la asistencia de más de 1,000 personas. Los artículos de las conferencias se publicaron en una serie de diez libros (The Religions of the World y Ecology Book Series), uno para cada una de las principales tradiciones religiosas del mundo.
A partir de estas conferencias, Tucker y Grim formarían el Foro de Yale sobre Religión y Ecología. El Foro ha participado en la creación de becas, la formulación de políticas ambientales y la ecologización de la religión. Además de su trabajo con el Foro, de Tucker y Grim produjeron una serie de películas, libros y DVD educativos Journey of the Universe. Es uno de los mayores proyectos multirreligioso internacional de su tipo.
Un grupo activo de Religión y Ecología ha existido dentro de la Academia Estadounidense de Religión desde 1991, y un número creciente de universidades en América del Norte y en todo el mundo ahora ofrecen cursos sobre religión y el medio ambiente. Se pueden encontrar estudios recientes en el campo de la religión y la ecología en la revista académica revisada por pares Worldviews: Global Religions, Culture, and Ecology y en obras de referencia como la enciclopedia The Spirit of Sustainability.
Entendiendo el papel único que los líderes religiosos y las comunidades religiosas tienen en juego en el campo de la conservación, el Fondo Mundial para la Naturaleza (WWF) estableció su Sacred Earth: Faiths for Conservation [Tierra Sagrada: Fe para la Conservación] al asociarse con grupos religiosos para ofrecer estrategias de conservación efectivas y sostenibles.

### Religión y naturaleza
Otro hito en el campo emergente fue la publicación de la Encyclopedia of Religion and Nature en 2005, que fue editada por Bron Taylor. Taylor también dirigió el esfuerzo para formar la Sociedad Internacional para el Estudio de la Religión, la Naturaleza y la Cultura, que se estableció en 2006, y comenzó a publicar la Revista trimestral para el Estudio de la Religión, la Naturaleza y la Cultura en 2007.

## Religiones y medio ambiente
El mejor activo que ofrece la religión es el marco moral que los practicantes deben respetar. Dado que muchos problemas ambientales se han derivado de la actividad humana, se argumenta que la religión podría contener soluciones para mitigar los patrones destructivos.
En 2015, más de 150 líderes de diversas religiones emitieron una declaración conjunta en la Cumbre del Clima de la ONU en París 2015 antes de la Conferencia de las Naciones Unidas sobre el Cambio Climático (COP21) en París en diciembre de 2015. En él reiteraron una declaración realizada en la cumbre interreligiosa de Nueva York realizada en septiembre de 2014:
Nosotros, como líderes religiosos: "nos unimos para expresar nuestra profunda preocupación por las consecuencias del cambio climático en la tierra y su gente, todos confiados, como lo revelan nuestras creencias, a nuestro cuidado común. El cambio climático es de hecho una amenaza para la vida. La vida es un regalo precioso que hemos recibido y que debemos cuidar."

### Budismo
El Buda histórico dio muchas enseñanzas e instrucciones sobre la importancia de cuidar el medio ambiente, las cuales se compilaron más tarde en el Canon Pali.
El budismo enseña que todas las cosas están interconectadas tanto en el nivel macro como a nivel sutil. Enseña que al observar cómo todo sucede en la vida debido a la unión de causas y condiciones, llegamos a ver cómo todo está interconectado en una compleja red de causalidad. Dado que los humanos están entrelazados con los sistemas naturales, el daño causado a la Tierra también es un daño causado a los humanos. A través de la contemplación y la investigación, podemos comenzar a desarrollar una comprensión que nos lleve más allá de la mera comprensión intelectual y nos lleve hacia la realización de aspectos más sutiles y profundos del origen interdependiente. Cuando hayamos desarrollado este verdadero sentimiento de interconexión, naturalmente influirá en la forma en que nos relacionamos con nuestro mundo externo.
En el primer giro de la rueda se enseña que el apego es una causa de sufrimiento. Siddhartha Gautama, el fundador del budismo, pasó su vida buscando comprender qué es el sufrimiento humano.
Así como experimentamos el sufrimiento, también lo hacen otros seres sintientes. Es a partir de esta base que podemos desarrollar la aspiración de aliviarlos de su sufrimiento. Históricamente se enseña que en un tiempo todos los seres han sido nuestros padres, por lo que al desear devolver su bondad podemos llegar a desarrollar compasión por todos los seres sintientes, al desarrollar la aspiración de aliviarlos de su sufrimiento y las causas de su sufrimiento. sufrimiento. El budismo enseña que simplemente escuchar y leer las palabras no es suficiente para producir una transformación en nuestra mente. Necesitamos contemplarlos y luego aplicarlos a nuestra vida diaria. Desarrollar la compasión requiere entrenamiento y práctica, pero al desarrollar tendencias habituales para beneficiar a los demás, se desarrollará naturalmente una relación más saludable con los demás y con nuestro entorno.
Buda enseñó que debe establecerse un equilibrio entre la autodestrucción y la autocomplacencia. En estos días se pone mucho énfasis en los aspectos económicos y sociales de la vida y los aspectos ambientales a menudo se pasan por alto. Cuando las preferencias humanas se nivelan mediante el desarrollo de la compasión y la ecuanimidad, hay equilibrio y armonía dentro de la mente que tiene un impacto en nuestras acciones del cuerpo y el habla.
En resumen, el budismo proporciona un marco estructurado que crea no solo soluciones a corto plazo para enmendar la relación rota entre la humanidad y la naturaleza, sino que también nos enseña cómo podemos cumplir nuestras últimas aspiraciones colectivas.

#### Su Santidad el Dalai Lama
Su Santidad ha hecho mucho para promover la conciencia ambiental y apoyar iniciativas que ayuden a proteger el medio ambiente.
En una reunión con el embajador de Estados Unidos en la República de la India, Timothy J. Roemer, el Dalai Lama instó a Estados Unidos a involucrar a China en el cambio climático en el Tíbet. El Dalai Lama también ha sido parte de una serie de debates organizados por el Mind and Life Institute; una organización sin fines de lucro que se especializa en la relación entre la ciencia y el budismo. Las charlas versaron en parte sobre ecología, ética e interdependencia, y se plantearon cuestiones sobre el calentamiento global.
En 2010 publicó el libro Our Only Home: A Climate Appeal to the World y en enero de 2021 participó en una conversación sobre The Crisis of Climate Feedback Loops con Greta Thunberg y los principales científicos William Moomaw y Susan Natali.

#### Su Santidad el XVII Gyalwang Karmapa, Ogyen Trinley Dorje
El 17º Gyalwang Karmapa, Ogyen Trinley Dorje es un ecologista apasionado que a menudo incorpora este tema en sus enseñanzas y charlas públicas.
En 2007, durante el Kagyu Monlam Chenmo, sugirió que plantar un solo árbol puede ser más beneficioso que realizar la liberación de vida para muchos seres, y recomendó que los monasterios plantaran de uno a dos mil árboles. Además, instó a los monjes a practicar la moderación cuando los patrocinadores ofrecen actualizaciones tecnológicas.
En 2008 estableció la red Khoryug que significa "medio ambiente" en tibetano. Ayudó a conectar más de 50 monasterios, conventos y centros en toda la India, Nepal y Bután en el Himalaya y el sur de la India, quienes juntos se comprometieron a ayudar a proteger la región del Himalaya de la degradación ambiental actuando de manera sostenible y respetuosa con el medio ambiente. En 2008 publicó Pautas ambientales para los monasterios budistas Karma Kagyu que abordan cuestiones ambientales como la protección de los bosques, el agua y la vida silvestre, la gestión de desechos y las formas de abordar el cambio climático al ofrecer soluciones basadas en los conocimientos científicos y prácticos más recientes. disponible.
En 2009, Karmapa se acercó a WWF para ayudar a la red Khoryug. Como resultado, los monasterios de Khoryug implementaron más de 55 proyectos ambientales, como la instalación de paneles solares.
En 2009 publicó el libro 'El futuro es ahora: consejos oportunos para crear un mundo mejor' que ofrece consejos sobre el cuidado del medio ambiente. En 2015 publicó el libro "El corazón es noble: Cambiando el mundo desde adentro hacia afuera" donde comparte su visión para llevar la acción social a la vida diaria, y en 2017 publicó el libro "Interconectado: Abrazando la vida en nuestra Sociedad global "que explora las relaciones interconectadas que tenemos con la familia, la comunidad y el resto de la humanidad, y cómo a través de estas relaciones podemos convertirnos en agentes efectivos de cambio social y ético. También publicó un folleto titulado Ciento ocho cosas que puedes hacer para ayudar al medio ambiente que se publicó el 22 de abril de 2009 el Día de la Tierra.
En la segunda conferencia sobre protección del medio ambiente (del 3 al 8 de octubre de 2009, Monasterio de Gyuto), declaró:
"Durante demasiado tiempo, la gente se ha comportado de forma irreflexiva e ignorado el daño al medio ambiente que está creando y, si esto continúa, existe un gran peligro de que sea demasiado tarde para hacer algo".
El 24 de octubre de 2009, Ogyen Trinley Dorje apoyó el día internacional de acción climática en una reunión en McLeod Ganj en el norte de la India.
En 2014, durante su primera gira mundial europea, dijo:
“Nunca debemos explotar el mundo en el que vivimos con el propósito de obtener beneficios a corto plazo. Más que considerar a la Tierra como una cosa material, deberíamos considerarla como una madre que nos nutre; de generación en generación necesitamos a esta madre amorosa”.
En la primavera de 2015, Su Santidad participó en una gira de 2 meses por los Estados Unidos, donde visitó seis universidades importantes y pronunció charlas públicas centradas en la protección del medio ambiente y el activismo compasivo. En ese momento recibió la prestigiosa beca Chubb de Yale, y en la Universidad de Redlands recibió un doctorado honorario

#### Choje Akong Tulku Rinpoche
Choje Akong Tulku Rinpoche participó activamente en ayudar a proteger el medio ambiente. En las áreas tibetanas de China a través de la organización benéfica Rokpa, estableció un programa de reforestación durante un período de varios años y en la montaña sagrada de Drakkar organizó que la gente local fuera empleada como guardabosques, para proteger su flora local. y fauna. Al ver que esa nueva demanda estaba llevando a las hierbas utilizadas en la medicina tibetana al borde de la extinción, inició un proyecto pionero para preservarlas al traer a tres médicos jóvenes al Real Jardín Botánico de Edimburgo para estudiar horticultura y biodinámica.

#### Lama Yeshe Losal Rinpoche
Lama Yeshe Losal Rinpoche trabaja para difundir la conciencia ambiental a través de sus enseñanzas y charlas públicas. Es el fundador del proyecto The Holy Isle en Holy Island, Firth of Clyde, que fue comprado por Rokpa Trust en 1992. La visión de Lama Yeshe es crear un espacio sagrado y pacífico, guiado por consideraciones ambientales para personas de todos los credos y religiones. Desde la adquisición de la isla se han plantado hasta 50 mil árboles autóctonos como parte del proyecto “Árboles por la Paz”. Esto se desarrolló en consulta con la Comisión Forestal de Escocia, la Oficina de Escocia, el Grupo Asesor de Agricultura y Vida Silvestre y otros expertos ambientales, y ha ayudado a recrear un hábitat forestal para apoyar la biodiversidad. Se ha creado una reserva natural designada para animales nativos, aves y vida marina en el lado este de la isla, y en el extremo norte de la isla, se encuentra el Centro de Salud y Paz Mundial, cuyo diseño y construcción se basa en sobre la sostenibilidad ambiental, sensible a la ecología de su entorno único. Al crear un lugar donde los seres humanos y los animales puedan vivir en paz y armonía, Holy Isle se ha convertido en un modelo de vida respetuosa con el medio ambiente.

#### Thích Nhất Hạnh
En 2014, Thích Nhất Hạnh se dirigió a la Convención Marco de las Naciones Unidas sobre el Cambio Climático:

### Cristiandad
El cristianismo tiene una preocupación histórica por la naturaleza y el mundo natural. Al mismo tiempo, las preocupaciones ecológicas operan en tensión con valores antropocéntricos, como la noción bíblica del dominio humano sobre la Tierra. (Génesis 1:28) Una amplia gama de instituciones cristianas están comprometidas con el movimiento ambiental y las preocupaciones ambientales contemporáneas.

#### Iglesia Católica
El Papa Francisco demostró claramente su preocupación por la protección del medio ambiente y los pueblos indígenas en su primer discurso ante una audiencia internacional en Brasil en 2013. Habiendo escuchado sobre la difícil situación de las selvas tropicales del Amazonas en Brasil, pidió "respeto y protección de toda la creación que Dios ha confiado al hombre". Bajo su dirección, se estableció el Movimiento Católico Mundial por el Clima (GCCM, por sus siglas en inglés), que ofrece asesoramiento sobre cómo vivir en armonía con nuestro medio ambiente transformando nuestros estilos de vida, además de pedir políticas públicas audaces para abordar el cambio climático.

#### Movimiento Santo de los Últimos Días
Los ambientalistas mormones encuentran razones teológicas para la mayordomía y el conservacionismo a través de referencias bíblicas y bíblicas adicionales que incluyen pasajes de Doctrina y Convenios : "Y agrada a Dios que haya dado todas estas cosas al hombre; porque para este fin fueron hechas para ser usadas, con juicio, no en exceso, ni con extorsión" (D&C 59:20). El movimiento de los Santos de los Últimos Días tiene una relación compleja con las preocupaciones ambientales, que involucran no solo a la religión sino también a la política y la economía.  En términos de políticas ecológicas, La Iglesia de Jesucristo de los Santos de los Últimos Días tiene un historial de utilizar elementos de políticas conservacionistas para sus centros de reuniones.
La iglesia colocó por primera vez paneles solares en un centro de reuniones de la iglesia en las islas Tuamotu en 2007. En 2010, la iglesia dio a conocer cinco prototipos de centros de reuniones con certificación LEED que se utilizarán como futuros diseños de centros de reuniones en todo el mundo, y el primero se completó en 2010 en Farmington, Utah.

### Hinduismo
En el hinduismo, los practicantes y académicos encuentran enfoques tradicionales del entorno natural en conceptos como la ética dhármica o prakrti (creación material), el desarrollo del ayurveda y la lectura de literatura védica. El activismo ambiental hindú también puede estar inspirado por la filosofía de Gandhi y las luchas prácticas, como la comunidad Bishnoi en Rajasthan y la resistencia de Chipko a las políticas forestales en Uttar Pradesh, India.
Mahatma Gandhi jugó un papel importante en el ambientalismo indio y ha sido llamado el "padre del ambientalismo indio". El pensamiento ambiental de Gandhi es paralelo a sus pensamientos sociales en el sentido de que la sostenibilidad ambiental y las desigualdades sociales deben gestionarse de manera similar. Sus enseñanzas no violentas dejaron un impacto duradero, incluso agrícola. Las prácticas agrarias contemporáneas utilizan el Bhagavad-Gita para establecer prácticas que se consideran no violentas.

### Islam
El Corán y las Tradiciones Proféticas [dichos y acciones de Mahoma] dejan en claro que el medio ambiente es una bendición y un signo de lo divino. El Corán se refiere a los fenómenos naturales en numerosas ocasiones y obliga a los lectores a reflexionar sobre el medio ambiente como un reflejo de la verdad, una señal para un diseñador. Uno puede obtener un conocimiento profundo de la naturaleza, por lo que los seres humanos deben preservarla y cuidarla.
El concepto de que la humanidad tiene ' Khilafah ' o la tutela del planeta significa que muchos musulmanes creen que no debemos explotar los recursos naturales. El Corán se refiere a los seres vivos como "comunidades como ustedes " Algunos estudiosos han dicho que esto implica que otros seres vivos tienen derechos.
Dichos de Mahoma relacionados con el medio ambiente:
- "Si un musulmán planta un árbol o siembra semillas, y luego un pájaro, o una persona o un animal se lo come, se considera un regalo de caridad para él". [Bujari]
- Los Compañeros [es decir, los discípulos del profeta] dijeron: “¡Oh Mensajero de Dios! ¿Hay alguna recompensa para nosotros por servir a los animales? " Él respondió: "Hay una recompensa por servir a cualquier ser vivo". [Bujari]
- “Una mujer entró al Fuego por un gato que había atado, sin darle de comer ni dejar que comiera de las alimañas de la tierra”. [Bujari]
- “El mundo es hermoso y verde, y en verdad Dios, sea Él exaltado, os ha hecho sus mayordomos en él, y Él ve cómo os comportáis”. [Musulmán]
- "No desperdicies agua, incluso si estás en un arroyo corriendo". [Ibn Mayah]
- "Si la Hora (el día de la Resurrección) está por establecerse y alguno de ustedes estaba sosteniendo un árbol joven, que aproveche incluso un segundo antes de que se establezca la Hora para plantarlo". [Al-Albani]
Versos del Corán relacionados con la protección del medio ambiente:
"Él es Quien los ha colocado como sucesores [Khalifa] en la tierra ... para que pueda probarlos con lo que les ha dado".
'¡Oh hijos de Adán! . . . Come y bebe, pero no malgastes. Seguramente no le gusta el derroche.
'... no cometas abusos en la tierra, propagando la corrupción'.
De hecho, ofrecimos la confianza a los cielos, la tierra y las montañas, pero todos ellos se negaron a soportarlo, temiendo. Pero la humanidad lo asumió, ˹por˺ que son verdaderamente injustos ˹con ellos mismos˺ e ignorantes ˹de las consecuencias˺ '
"Todos los seres vivos que deambulan por la tierra y los pájaros alados que vuelan por el cielo son comunidades como ustedes".
Una de las figuras principales del movimiento de religión y ambientalismo, el filósofo musulmán iraní Seyyed Hossein Nasr, detalla el tema de "la total falta de armonía del hombre con su medio ambiente". Nasr cree que para superar la crisis ambiental es necesario reconocer que "toda la naturaleza desciende de reinos espirituales superiores". Según Nasr, la desacralización de Occidente ha llevado al aumento de la ideología que promueve el dominio sobre la tierra y sus recursos, lo que es contrario al pensamiento islámico.  Según el conservacionista y erudito Jonathan Benthall, el Islam ofrece una perspectiva útil del ambientalismo a través de dos temas principales. El primero es la "gloria y la lógica del cosmos y de la regeneración cíclica de la vida" que es visible a través de los pasajes del Corán, en particular los que hacen referencia a la mayordomía ( khalifa ). El segundo tema al que se refiere Benthall es la base ambiental misma a partir de la cual se fundó el Islam, "un entorno donde los recursos naturales, especialmente el agua, los árboles frutales y el ganado, siempre han tenido que ser cuidadosamente conservados para asegurar la supervivencia humana, una preocupación que se refleja inevitablemente en El Corán". 
Muchos musulmanes han adoptado el activismo climático. La Fundación Islámica para la Ecología y las Ciencias Ambientales es una organización benéfica dedicada a ofrecer diálogos y fomentar el activismo que combina perspectivas islámicas y sostenibilidad ecológica. Los objetivos de la organización son generar un centro de investigación islámica que también sirva como lugar para reunirse y experimentar con nuevas tecnologías sostenibles.
En el Islam, el concepto de hima o "zona inviolable" se refiere a un pedazo de tierra que se ha apartado para evitar el cultivo o cualquier otro uso que no sea espiritual. Este concepto, además de las interpretaciones alternativas de las enseñanzas islámicas, como el sufismo, resulta útil para desarrollar una ética islámica proambiental.

### Judaísmo
En el judaísmo, el mundo natural juega un papel central en la ley judía, la literatura y las prácticas litúrgicas y de otro tipo.[cita requerida] Dentro de la diversa arena del pensamiento judío, las creencias varían ampliamente sobre la relación humana con el medio ambiente, aunque la tradición rabínica ha puesto al judaísmo principalmente en una trayectoria antropocéntrica. Sin embargo, algunos pensadores y rabinos judíos contemporáneos en los EE . UU. E Israel enfatizaron que una creencia central en el judaísmo es que el Hombre (Ha Adam - האדם cuya raíz proviene de Haadama (tierra) - האדמה, en idioma hebreo), debe mantener la Tierra en el mismo estado en que lo recibió de Dios, su "dueño" eterno y actual (especialmente para la tierra de Israel), por lo que el pueblo de hoy debe evitar contaminarlo y mantenerlo limpio para las generaciones futuras. Según esta opinión, el judaísmo está claramente en línea con los principios de protección del medio ambiente y desarrollo sostenible.
En la ley judía ( halajá ), las preocupaciones ecológicas se reflejan en la protección bíblica de los árboles frutales, las reglas de la Mishná contra el daño al dominio público, el debate talmúdico sobre los daños causados por el ruido y el humo y la responsa contemporánea sobre la contaminación agrícola. En el judaísmo conservador, ha habido algún intento de adoptar ideas de ecokashrut. desarrollado en la década de 1970 por el rabino Zalman Schachter-Shalomi. Además, los activistas judíos han reclutado principios de halajá con fines ambientales, como la orden judicial contra la destrucción innecesaria, conocida como bal tashkhit .[cita requerida]
En la liturgia judía contemporánea, se han promovido las preocupaciones ecológicas mediante la adaptación de un ritual cabalístico para la fiesta de los árboles, Tu Bishvat. Se han incluido textos bíblicos y rabínicos para las oraciones sobre el medio ambiente, especialmente en el judaísmo ortodoxo y los movimientos de renovación judía.
En los EE. UU., Una coalición diversa de ambientalistas judíos lleva a cabo actividades de promoción educativa y política sobre temas como la biodiversidad y el calentamiento global. Los ambientalistas judíos provienen de todas las ramas de la vida religiosa, desde el rabino Arthur Waskow hasta el grupo ortodoxo Canfei Nesharim.  En Israel, los judíos seculares han formado numerosas organizaciones gubernamentales y no gubernamentales para proteger la naturaleza y reducir la contaminación.
Si bien muchas organizaciones ambientales israelíes hacen un uso limitado de las enseñanzas religiosas judías, algunas abordan los problemas ambientales de Israel desde un punto de vista judío, incluido el Centro Heschel para el Aprendizaje y el Liderazgo Ambiental Archivado el 23 de junio de 2013 en Wayback Machine., que lleva el nombre de Abraham Joshua Heschel.

### Taoísmo
El taoísmo ofrece muchas ideas que están en línea con el ambientalismo, como el wu wei, la moderación, la compasión y el animismo taoísta. Se encontraron paralelos entre el taoísmo y la ecología profunda. Pionero del ecologismo John Muir fue llamado "el taoísta de Occidente". Rosenfeld escribió "El taoísmo es ecologismo".

### Jainismo
En el jainismo, los conceptos filosóficos antiguos y quizás atemporales, como Parasparopagraho Jivanam, se compilaron más recientemente en una Declaración Jainista sobre la Naturaleza Archivado el 10 de junio de 2018 en Wayback Machine., que describe el biocentrismo y la ecología profunda inherentes a la religión.

### Sijismo
En la fe sij, se cree que uno debe tratar el aire como su Gurú (el maestro espiritual), el agua como su padre y la tierra como la Gran Madre. (Guru Nanak Dev Ji en Siri Guru Granth Sahib, las sagradas escrituras de los sikhs Página 8 Línea 10.)
Hace más de quinientos cincuenta años, Guru Nanak Dev Ji escribió en oración en la página 8, línea 10, escribió: "Todos somos hijos del aire, que es la palabra del Guru, el agua del Padre y la tierra, la Gran Madre que nos sostiene. todas."

## Otros textos
- Tucker, Mary Evelyn. Worldly Wonder: Religions Enter Their Ecological Phase. Chicago: Open Court, 2003.
- Merritt, Jonathan (2010). Green like God: unlocking the divine plan for our planet. New York: FaithWords. ISBN 978-0-446-55725-2.
- Seyyed Hossein Nasr, Man and Nature: The Spiritual Crisis in Modern Man. Rev. ed. Chicago, Ill.: Kazi Publishers, 1997 [1967].
- Lynn White, Jr., "The Historical Roots of Our Ecologic Crisis," Science 155 (1967): 1203–1207.
- Richard Foltz, ed., Worldviews, Religion, and the Environment: A Global Anthology, Belmont, CA: Wadsworth, 2002.
- Anand Veeraraj, Green History of Religion. Bangalore, India: Centre for Contemporary Christianity, 2006.
- Jens Koehrsen, "Religious Agency in Sustainability Transitions. Between Experimentation, Upscaling, and Regime Support." Environmental Innovation and Societal Transitions. Vol. 27, 2018.
- Sarah McFarland Taylor, "What If Religions Had Ecologies?: The Case for Reinhabiting Religious Studies." Journal for the Study of Religion, Nature and Culture. Vol. 1.1 (Spring 2007).
- Bron Taylor, ed., Encyclopedia of Religion and Nature (2 volumes) London: Continuum International Publishing Group;
- Elsergany, Ragheb. «Environment Rights in Islamic Civilization». english.islamstory.com.Uso incorrecto de la plantilla enlace roto (enlace roto disponible en Internet Archive; véase el historial, la primera versión y la última).
- Watling, Tony (2009). Ecological imaginations in the world religions : an ethnographic analysis. London: Continuum. ISBN 978-1-84706-428-8.
- Journal for the Study of Religion, Nature, and Culture
- Worldviews: Global Religions, Culture, and Ecology
- https://web.archive.org/web/20100620194800/http://audubonmagazine.org/currents/currents1005.html Audubon (magazine)
- Buddhism, Virtue and Environment. David Edward, Edward Cooper, and S.P James.  Ashgate Publishing, 2005.
- Dhrama Rain: Sources of Buddhist Environmentalism.  Stephanie Kaza and Kenneth Kraft, eds.  Shambhala, 2000.
- The Ethics of Nature. Celia E. Deane-Drummond John Wiley & Sons, 2004.